# Зопник кипрский
Зо́пник ки́прский (лат. Phlomis cypria) — вид цветковых растений рода Зопник (Phlomis) семейства Яснотковые (Lamiaceae).
Кустарник высотой до 1,5 м с супротивными простыми листьями. Цветки жёлтые.
Эндемик Кипра. Встречается на высотах от 500 до 2300 м над уровнем моря.